# Privolni (Tijoretsk, Krasnodar)
Privolni (en ruso: Привольный) es un jútor del raión de Tijoretsk del krai de Krasnodar, en Rusia. Está situado en las llanuras de Kubán-Priazov, en la orilla izquierda del río Borisovka, afluente por la derecha del Chelbas, 26 km al sudeste de Tijoretsk y 130 km al nordeste de Krasnodar, la capital del krai. Tenía 216 habitantes en 2010
Pertenece al municipio Jopiórskoye.